# William Henry Bradley
William Henry Bradley (Boston, 1868 – Nova Jersey, 1962) fou un il·lustrador i artista modernista estatunidenc. Conegut com el Dean of American Designers (en català, «el degà dels dissenyadors americans»), va ser l'artista estatunidenc més ben pagat dels inicis del segle xx.
El Museu Nacional d'Art de Catalunya (MNAC) conserva dues litografies en color de Bradley His Book (1896).

## Biografia
Nascut a Boston (Massachusetts), de jove va obtenir el seu primer treball com a impressor d'un setmanari. Posteriorment es va desplaçar a Chicago (Illinois), on va tenir breus treballs com a gravador en fusta i tipògraf abans de dedicar-se al disseny gràfic de manera independent. De tornada a Massachusetts, va establir Wayside Press, on va treballar com a il·lustrador, editor, tipògraf, dissenyador i director del periòdic Bradley His Book. La publicació incloïa reculls de poesia, contes i dibuixos, i la seva obra va rebre una càlida rebuda.
Després de patir un col·lapse amb només vint-i-vuit anys, es va veure obligat a vendre Wayside Press. Després va treballar com a assessor de American Type Founders i com a editor de Collier's Weekly. També va treballar durant un breu període amb llibres infantils, i després per a la divisió de cinema de William Randolph Hearst com a dissenyador d'escenaris. El 1954 va publicar les seves memòries i, el mateix any, va obtenir el premi AIGA, el més alt honor per als dissenyadors gràfics. Va ser un artista i dissenyadors prolífic fins a la seva mort, als 94 anys.

## Estil artístic
El seu estil artístic és considerat una branca dins de l'Art Nouveau, encara que es troba molt influït per l'estètica del moviment Arts and Crafts i la impressió xilogràfica japonesa. La seva obra es compara sovint amb la del seu contemporani anglès, Aubrey Beardsley, fins al punt que de vegades se l'anomena «el Beardsley estatunidenc». El principal mitjà de Bradley van ser els cartells, que en aquells dies era una forma artística en desenvolupament, amb pioners en el canvi de segle com els artistes francesos Jules Chéret i Toulouse-Lautrec, però a Bradley se li atribueix la popularització de l'estil de cartell bidimensional als Estats Units d'Amèrica.